# Pangempon (Kejobong)
Pangempon is een bestuurslaag in het regentschap Purbalingga van de provincie Midden-Java, Indonesië. Pangempon telt 4036 inwoners (volkstelling 2010).